# Gouveia (São João das Lampas)
Gouveia é uma aldeia no litoral da atual freguesia de São João das Lampas e Terrugem, no Município de Sintra. A aldeia tem uma população de cerca de 200 habitantes e encontra-se situada ao lado da aldeia de Fontanelas e a norte da aldeia de Azenhas do Mar a sete quilómetros da Vila de Sintra.
Gouveia é denominada de "Aldeia em Verso", devido à sua característica única de ter placas toponímicas em cada rua com quadras da autoria de José Valentim Lourenço (1941-2002), o qual foi homenageado com a mudança de nome do antigo Largo do Rossio por Largo José Valentim Lourenço e com a colocação de um busto do poeta no local.
O trabalho de José Valentim Lourenço demonstra o quotidiano das pequenas aldeias na década de 1980, mostrando a beleza no comum e mediano, sendo Gouveia e Fontanelas perfeitos exemplos destas características.
Devido à pequena população e área, Gouveia contribui regularmente com Fontanelas para as celebrações e festividades, tal como no comércio.
A aldeia está também localizada perto de diversas praias, como a Praia da Aguda, Praia das Maçãs e a das Azenhas do Mar.